# 799
Cette page concerne l'année 799  du calendrier julien. Pour l'année 799 av. J.-C., voir 799 av. J.-C.
L'année 799 est une année commune qui commence un mardi.

## Événements
- 1er janvier : consécration de l'église de l'abbaye de Saint-Riquier[1].
- Février : l'impératrice byzantine Irène tombe malade. Le ministre Staurakios tente vainement de prendre le pouvoir[2].
- 1er avril : procession consulaire à Constantinople. Irène paraît montée sur un char à quatre chevaux blancs[3]. Elle prend le titre de Basileus.
- 25 avril : attentat des nobles romains contre le pape Léon III, dirigé par le primicier Pascal et le patricien Campulus, neveux d’Adrien  Ier, le pape précédent. Le jour des Litanies majeures, le pape, à cheval, ouvrait la marche d'une longue procession. Soudain, il est « assailli, roué de coups, jeté à bas de sa monture, dépouillé de ses vêtements pontificaux ». Les conjurés l’accusent de toutes sortes de vices et de crimes, de parjure, de fornication et d'adultère et ont l’intention de lui crever les yeux et lui couper la langue. Il est enfermé dans un couvent en attendant d'être jugé, mais il parvient à s'échapper et se réfugie chez le duc de Spolète, avant de se rendre à Paderborn, en Saxe, auprès de Charlemagne en juillet[4].
- Mai : champ de mai de Lippenheim (Wesel, près du Rhin). Charlemagne entre en Saxe, qui est définitivement annexée à l'empire franc[5].
- Juillet : rencontre du pape Léon III et de Charlemagne à Paderborn. Il y restent ensemble jusqu'en octobre[4].
- Été : révolte des Avars contre les Francs sous les ordres de leur tudun[6].
- 1er septembre : Gérold, préfet de la marche bavaroise, est assassiné, victime d’une vengeance personnelle, au cours la campagne de répression de la révolte avare[7].
- Septembre : diète de Paderborn. Charlemagne, conseillé par Alcuin, ordonne une enquête sur les accusations portées contre Léon III. Le pape est renvoyé à Rome avec une forte escorte et y entre le 29 novembre[4]. La création du diocèse de Paderborn est décidée. Un Saxon, Hathumar (de), en devient le premier évêque[8].

- 17 novembre : début du règne de Janaab' Pakal III,  dernier roi de Palenque répertorié par une inscription ; le centre maya de Palenque commence son déclin dans le Mexique actuel[9].

- Hiver : déposition de Félix d'Urgell au concile d'Aix-la-Chapelle[10].

- Charlemagne envoie des troupes pour défendre les Baléares contre les musulmans. Des enseignes Arabes lui sont envoyés comme trophées[6].
- L’émir de Huesca Azan se rallie à Charlemagne[5].
- Première incursion des Vikings en Gaule sur la côte d'Aquitaine. Divers endroits d’Aquitaine sont pillés, dont le monastère de Saint-Philibert de Noirmoutier[11].
- Expédition de Wido (Guy), seigneur (marquis) de la marche de Bretagne contre les Bretons indépendants à l'ouest de la Vilaine[5].

## Décès en 799
- 4 septembre : Exécution de l’imam alide Mûsâ.
- Éric, duc de Frioul, assassiné par les habitants d’une ville d’Istrie, Tarsatica, peut-être poussés à la révolte par Byzance[7].